# Cloud gaming
Cloud gaming reprezintă un tip de joc online. Scopul său este acela de a oferi utilizatorilor posibilitatea de a rula și de a juca jocuri pe diferite dispozitive. Acesta constă în folosirea unei tehnici care include un server de jocuri gazdă capabil să execute un motor de jocuri și să transmită datele jocurilor către dispozitivul client.  În prezent, există două tipuri principale de cloud gaming: cloud gaming bazat pe streaming video și cloud gaming bazat pe streaming de fișiere.